# Тунель. Небезпечно для життя
Тунель. Небезпечно для життя (англ. The Tunnel, норв. Tunnelen) — норвезький трилер-катастрофа 2019 року, знятий Полом Ойє. У фільмі розповідається про водія снігоочисної машини Стейна, якого грає Торбйорн Гарр, під час пожежі в 9-кілометровому автомобільному тунелі. Цей фільм є ремейком голлівудського фільму «Денне світло» (1996).
Під час Kanon Award 2019 фільм отримав приз глядацьких симпатій, а також номінований у категорії «Найкращий продюсер» (Джон Ейнар Гаген та Ейнар Лофтеснес) і «Найкращий звуковий дизайн» (Г'юго Екорнес). Під час церемонії вручення премії Amanda Award 2020 Інґвільд Голте Бігднес перемогла в номінації «Найкраща жіноча роль другого плану» у фільмі.

## Сюжет
На Різдво автоцистерна розбивається в норвезькому тунелі, в результаті чого спалахнула велика пожежа. Еліза, донька пожежника-добровольця Стейна Берге, опинилася в пастці разом з багатьма іншими людьми в тунелі. Тепер Стейн і його колеги намагаються врятувати всіх.

## Акторський склад
- Торбйорн Гарр — Стайн
- Ілва Лінг Фуглеруд — Еліза
- Ліза Карлегед — Інгрід
- Інгвільд Голте Бігднес — Андреа
- Пітер Фьорде(інші мови) — Курт
- Міккель Братт Сілсет(інші мови) — Івар
- Пер Егіл Аске — Крістіана
- Ян Ґуннар Ройзе(інші мови) — Ґуннар
- Сільє Брейвік — Мія

## Рецепція
За даними вебсайту агрегатора рецензій Rotten Tomatoes, 65 % критиків дали фільму позитивну рецензію на основі 20 рецензій із середньою оцінкою 6/10.